# Dracophyllum filifolium
Dracophyllum filifolium är en ljungväxtart som beskrevs av Joseph Dalton Hooker. Dracophyllum filifolium ingår i släktet Dracophyllum och familjen ljungväxter. Inga underarter finns listade i Catalogue of Life.